# 뭉흐바팅 오랑체첵
뭉흐바팅 오랑체첵(몽골어: Мөнхбатын Уранцэцэг, 1990년 3월 14일~)은 몽골의 전직 유도 선수이다. 2020년 하계 올림픽에서 여자 라이트급 동메달을 획득했으며 세계 선수권 대회에서 금메달 1개, 은메달 2개, 동메달 2개를 획득했다. 삼보 선수로도 활동하여 세계 선수권 대회에서 1회 우승했다.